# Дубоніс Тадей Філімонович
Фаддей Філімонович Дубонос (1868 — ?) — селянський депутат II Державної думи від Подільської губернії.

## Біографія

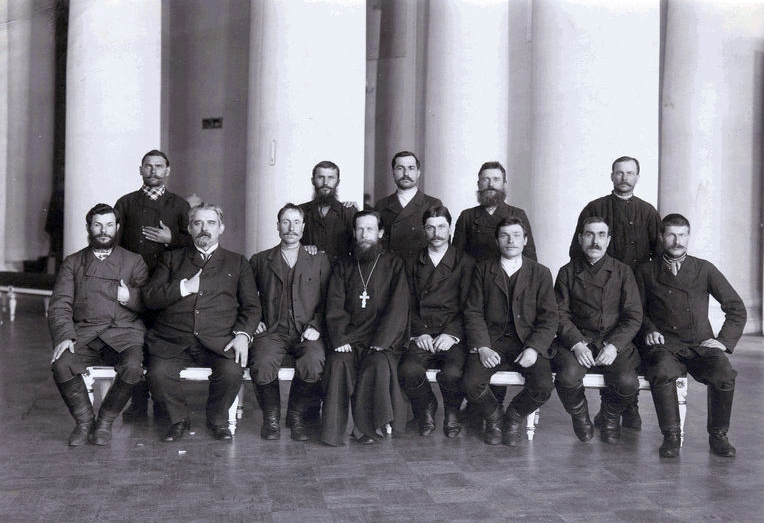
Депутати Державної думи II скликання від Подільської губернії. Стоять: Соловей А. А., Невідомий-1, Невідомий-2, Мороз П. С., Туперко С. Т.; сидять: Семенов А. І., Лісовський В. К., Дидурик А. І., Гриневич А. І., Рогожа П. М., Матвіїв С. К., Зубченко П. С., Дубоніс Т. Ф.

Українець, православний, селянин села Бондурівка Ольгопольського повіту.
Закінчив початкову церковно-парафіяльну школу. Займався землеробством, мав 2½ десятини наділу.
У лютому 1907 року був обраний II Державну думу від Подільської губернії. Входив до Трудової групи, фракції Селянського союзу та Української громади. Подальша доля невідома.